# Comisión de las Naciones Unidas para el Derecho Mercantil Internacional
La Comisión de las Naciones Unidas para el Derecho Mercantil Internacional, CNUDMI (o UNCITRAL, por su siglas en inglés United Nations Commission on International Trade Law; en francés Commission des Nations unies pour le droit commercial international (CNUDCI)) fue creada por la Asamblea General de las Naciones Unidas mediante la Resolución 2205 (XXI) del 17 de diciembre de 1966 «para promover la progresiva armonización y unificación del derecho mercantil internacional».
La CNUDMI lleva a cabo su función mediante sesiones anuales celebradas alternativamente en Nueva York y Viena.

## Historia
Cuando el mundo empezó a expandirse en la década de 1960, los gobiernos nacionales se dieron cuenta de que hacía falta una serie de estándares y reglas para armonizar la legislación nacional y regional, que hasta ese momento imperaba en el comercio internacional. La Naciones Unidas en 1966 reconocieron la necesidad de desempeñar un papel más activo en el flujo del comercio internacional y crearon la Comisión de las Naciones Unidas para el derecho mercantil internacional (CNUDMI). Desde entonces, la CNUDMI se ha convertido en el cuerpo legal del sistema de la ONU en el campo del derecho internacional.
La mayoría de las relaciones comerciales internacionales que se llevan a cabo hoy en día se basa en consultas efectuadas a la CNUDMI. Su finalidad es reducir los obstáculos legales que impiden el flujo del comercio internacional y armonizar las leyes mercantiles.